# 여인홍
여인홍(呂寅弘, 1957년 ~ , 부산)은 제17대 한국농수산식품유통공사 사장이다.

## 학력
- 1976년 : 동래고등학교 졸업
- 1982년 : 서울대학교 농과대학 농학 학사
- 2002년 : 국방대학교 대학원 국방관리학 석사

## 경력
- 1983 : 제19회 기술고시 합격
- 1984.06 : 농수산부 국립식물검역소 부산지소 검역과 근무
- 농림수산부 과수화훼과 근무
- 농림수산부 환경농업과 근무
- 농림부 농산정책과 근무
- ~ 2002.06 : 농림부 국립식물검역소 방제과 근무
- 2002.06 : 농림부 국립식물검역소 방제과장
- 농림부 농산물유통국 과수화훼과장
- 농림부 농산물유통국 채소특작과장
- 농림부 식량정책국 농산경영과장
- 농림부 혁신인사기획관
- ~ 2008.09 : 농림부 식량정책팀장
- 2008.09 : 농촌진흥청 기획조정관
- 국립식물검역원장
- ~ 2012.02 : 농림수산식품부 유통정책관
- 2012.02 ~ 2013.03 : 농림수산식품부 식품산업정책실장
- 2013.03 ~ 2016.06 : 제52대 농림축산식품부 차관
- 2016.10 ~ 2018.02 : 제17대 한국농수산식품유통공사 사장
- 2021.03 ~ : 농심 사외이사
  - 농심 사외이사후보추천위원회 위원
  - 농심 ESG위원회 위원
  - 농심 감사위원회 위원
- 2021.06 ~ : 농협중앙회 사외이사
- 2021.09 ~ : 국민의힘 입당
- 농어업의힘 포럼